# Kari Poutiainen
Kari Benjami Poutiainen, född 1951, är en svensk fysiker.
Poutiainens föräldrar flyttade till Sverige från Finland när Poutiainen var liten. Han är utbildad vid Stockholms universitet (fysik). Han har tidigare arbetat som fysik- och matematiklärare i Södertälje, och bedrivit forskarstudier i teoretisk elementarpartikelfysik vid Stockholms universitet.
Tillsammans med sin bror Pertti Poutiainen utgav han år 1995 boken Inuti labyrinten: om mordet på Olof Palme. Boken går i detalj genom händelserna timmarna efter det olösta mordet på Sveriges statsminister Olof Palme år 1986, och riktar kritik mot polisens arbete. Den framför teorin att mördarjakten medvetet kan ha försinkats. Boken utkom i en tredje upplaga 2018.
Han deltog i P1:s radiodokumentär "25 år har gått – om mordet på Olof Palme" den 27 februari 2011